# Epigonus lenimen
Epigonus lenimen o besugo de ojos grandes,[cita requerida] es un pez de la familia  Epigonidae, que vive en aguas templadas del sur del Océano Pacífico, en profundidades que varían entre los 500 y los 800 metros. Miden entre 10 y 18 centímetros de largo.